# تاکاتسوکاسا ماساهیرو
تاکاتسوکاسا ماساهیرو (انگلیسی: Takatsukasa Masahiro; ۱۴ مهٔ ۱۷۶۱ – ۲۹ مارس ۱۸۴۱) سیاستمدار، کانپاکو از ۱۷۹۵–۱۸۱۴ اهل ژاپن بود. دختر او همسر شوگون سیزدهم توکوگاوا ایه‌سادا بود.